# هانا هولمان
هانا هولمان (بالإنجليزية: Hannah Holman)‏ هي عارضة أمريكية، ولدت في 12 مارس 1991 في ليمنغتون في الولايات المتحدة.

## روابط خارجية
- هانا هولمان على موقع دليل عارضات الأزياء (الإنجليزية)